# Kanton Ornans
Kanton Ornans (francouzsky Canton d'Ornans) je francouzský kanton v departementu Doubs v regionu Franche-Comté. Tvoří ho 26 obcí.

## Obce kantonu
- Amathay-Vésigneux
- Bonnevaux-le-Prieuré
- Chantrans
- Charbonnières-les-Sapins
- Chassagne-Saint-Denis
- Châteauvieux-les-Fossés
- Durnes
- Échevannes
- Foucherans
- Guyans-Durnes
- L'Hôpital-du-Grosbois
- Lavans-Vuillafans
- Lods
- Longeville
- Malbrans
- Mérey-sous-Montrond
- Montgesoye
- Mouthier-Haute-Pierre
- Ornans
- Saules
- Scey-Maisières
- Tarcenay
- Trépot
- Villers-sous-Montrond
- Voires
- Vuillafans